# Fălciu
Fălciu is een Roemeense gemeente in het district Vaslui.

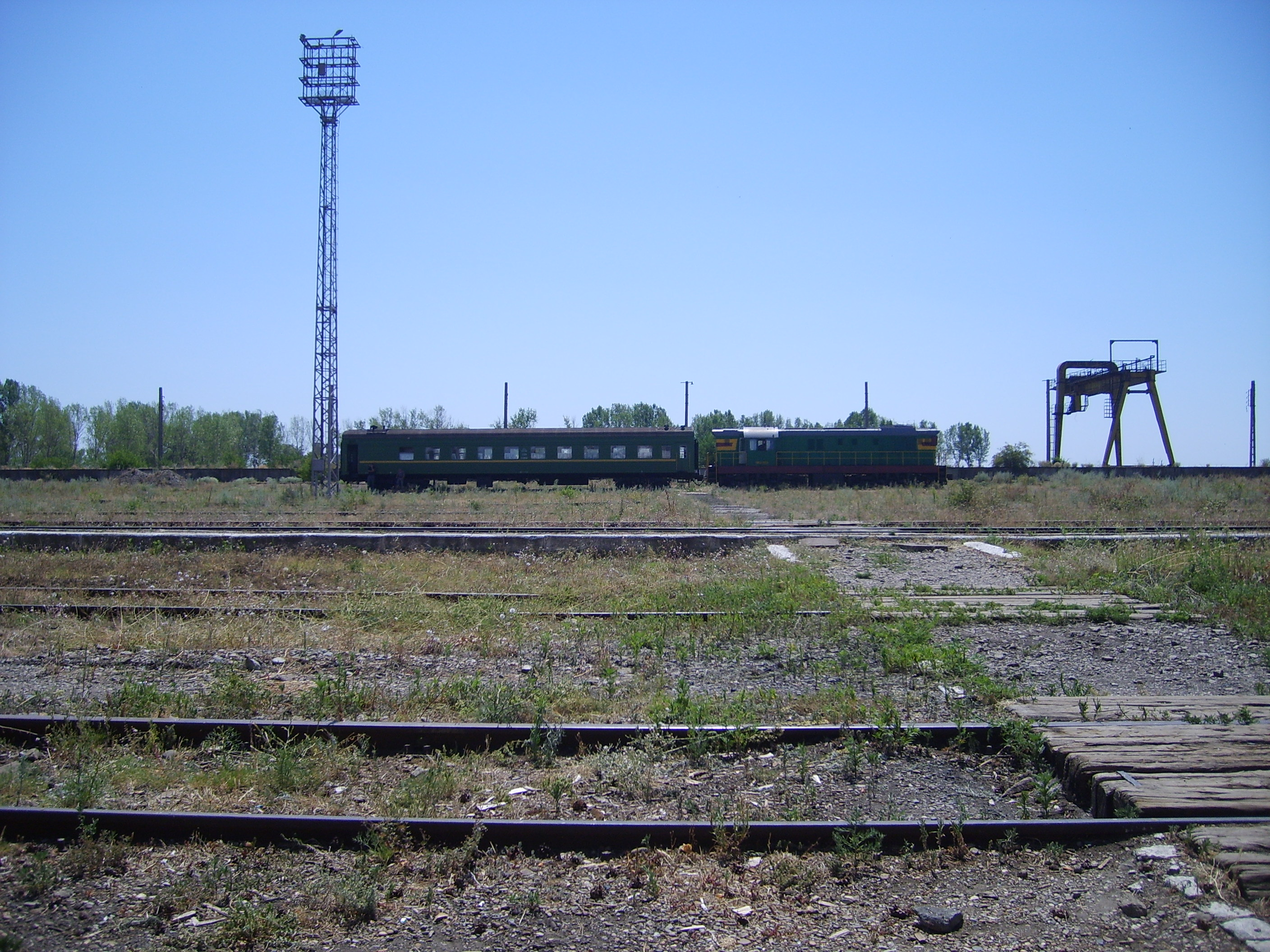
Fălciu

Fălciu telt 6050 inwoners.